# Csongno 3-ka állomás
Csongno 3-ka (Jongno 3-ga) állomás föld alatti metróállomás a szöuli metró 1-es, 3-as és 5-ös vonalán. Közeli látnivaló a Cshonggjecshon (Cheonggyecheon) patak.

## Viszonylatok
| 1-es vonal                                                                       | 1-es vonal                | 1-es vonal                                                                                    |
| -------------------------------------------------------------------------------- | ------------------------- | --------------------------------------------------------------------------------------------- |
| Csongno 5-ka (Jongno 5-ga) Szojoszan (Soyosan) és Kvangun (Gwangun) Egyetem felé | személy- és expresszvonat | Csonggak (Jonggak) Incshon (Incheon), Szodongthan (Seodongtan) vagy Sincshang (Sinchang) felé |
| 3-as vonal                                                                       |                           |                                                                                               |
| Anguk Tehva (Daehwa) felé                                                        | 3-as vonal                | Uldzsiro 3-ka (Euljiro 3-ga) Ogum (Ogeum) felé                                                |
| 5-ös vonal                                                                       |                           |                                                                                               |
| Kvanghvamun (Gwanghwamun) Panghva (Banghwa) felé                                 | 5-ös vonal                | Uldzsiro 4-ka (Euljiro 4-ga) Szangil-tong (Sangil-dong) vagy Macshon (Macheon) felé           |